# Pedicularis tantalorhyncha
Pedicularis tantalorhyncha är en snyltrotsväxtart som beskrevs av Adrien René Franchet och Bonati. Pedicularis tantalorhyncha ingår i släktet spiror, och familjen snyltrotsväxter. Inga underarter finns listade i Catalogue of Life.